# Liste der Biografien/Albr
Liste der Biografien |
Portal Biografien |
Personensuche
# |
A |
B |
C |
D |
E |
F |
G |
H |
I |
J |
K |
L |
M |
N |
O |
P |
Q |
R |
S |
T |
U |
V |
W |
X |
Y |
Z |
?
 
Aa |
Ab |
Ac |
Ad |
Ae |
Af |
Ag |
Ah |
Ai |
Aj |
Ak |
Al |
Am |
An |
Ao |
Ap |
Aq |
Ar |
As |
At |
Au |
Av |
Aw |
Ax |
Ay |
Az
 
Ala |
Alb |
Alc |
Ald |
Ale |
Alf |
Alg |
Alh |
Ali |
Alj |
Alk |
All |
Alm |
Aln |
Alo |
Alp |
Alq |
Alr |
Als |
Alt |
Alu |
Alv |
Alw |
Alx |
Aly |
Alz
 
Alba |
Albe |
Albh |
Albi |
Albl |
Albo |
Albr |
Albs |
Albu |
Alby
Die Liste der Biografien führt alle Personen auf, die in der deutschsprachigen Wikipedia einen Artikel haben. Dieses ist eine Teilliste mit 514 Einträgen von Personen, deren Namen mit den Buchstaben „Albr“ beginnt.

## Albr

### Albra
- Albracht, Jörg (* 1963), deutscher Fußballtorhüter
- Albracht, Willem (1861–1922), belgischer Maler von Landschaften, Porträts, Genreszenen und Interieurs
- Albrand, Marie-Amélie (* 1997), luxemburgische Fußballspielerin
- Albrand, Martha (1910–1981), deutschamerikanische Schriftstellerin
- Albrant, Pferdeheilkundiger

### Albre

#### Albrech

##### Albrecht
- Albrecht, mittelhochdeutscher Dichter
- Albrecht († 1385), Fürst von Lüneburg
- Albrecht (1490–1568), Hochmeister des Deutschen Ordens, erster Herzog von PreußenAlbrecht (1490–1568)

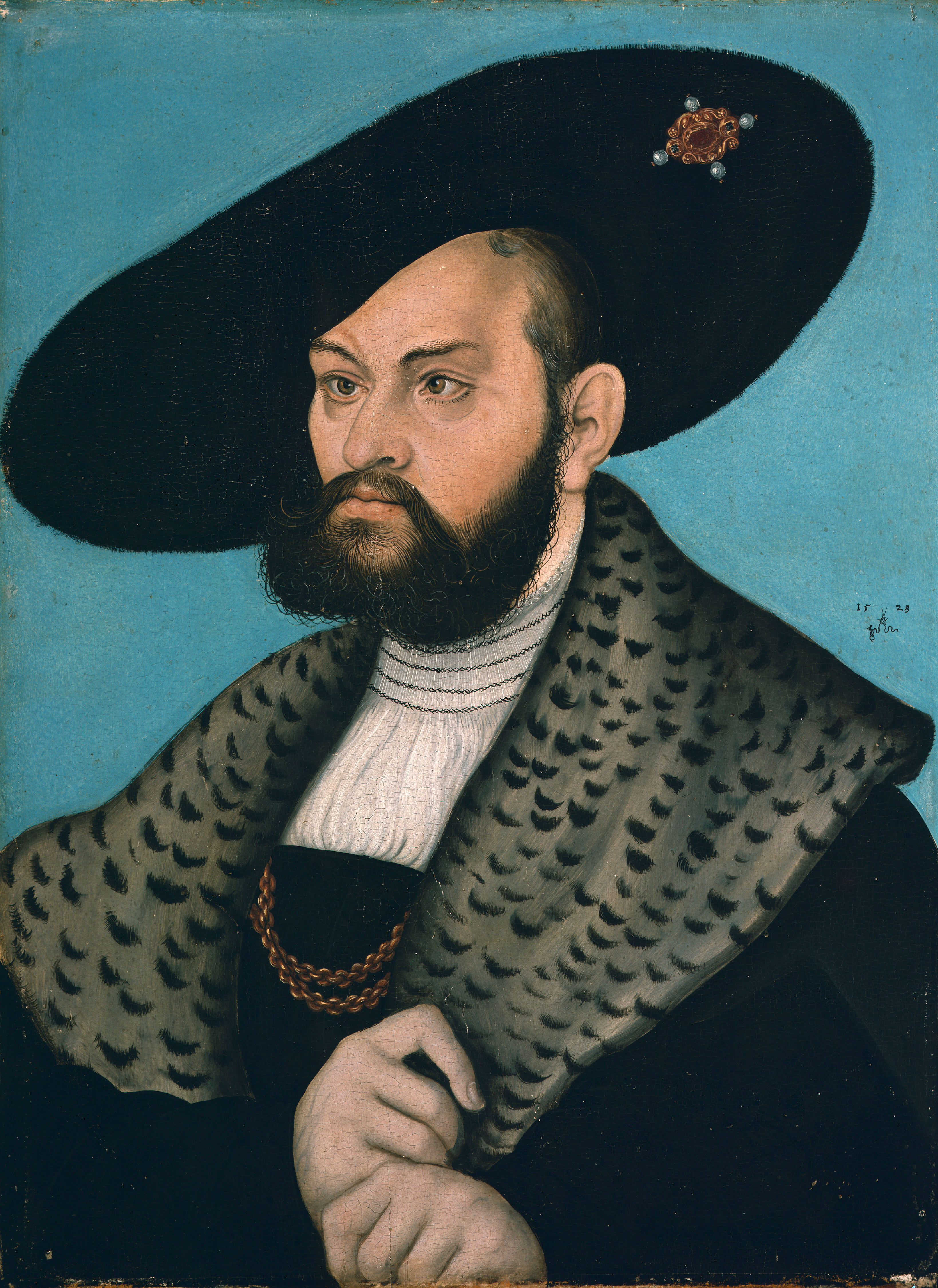
Albrecht (1490–1568)

- Albrecht (1511–1542), Erbprinz von Baden-Durlach
- Albrecht (1537–1593), Graf Nassau-Weilburg und Ottweiler, Reformator
- Albrecht (1555–1574), Erbprinz von Baden-Durlach
- Albrecht (1599–1644), deutscher Herzog von Sachsen-Eisenach
- Albrecht (1648–1699), Herzog von Sachsen-Coburg

###### Albrecht A
- Albrecht Achilles (1414–1486), Kurfürst von Brandenburg, Markgraf von Ansbach, Markgraf von Kulmbach

###### Albrecht D
- Albrecht der Beherzte (1443–1500), Herzog von Sachsen und Begründer der albertinischen, später königlich sächsischen Linie, Herzog von Sagan (ab 1472)
- Albrecht der Jagiellone (1527–1527), Prinz des polnisch-litauischen Hauses der Jagiellonen
- Albrecht der Schöne (1319–1361), Burggraf von Nürnberg

###### Albrecht E
- Albrecht Ernst I. (1642–1683), Graf und Fürst zu Oettingen-Oettingen
- Albrecht Ernst II. (1669–1731), kaiserlicher General der Kavallerie

###### Albrecht F
- Albrecht Friedrich (1553–1618), regierender Fürst des Herzogtums Preußen
- Albrecht Friedrich (1597–1641), Graf von Barby und Mühlingen, Mitglied der Fruchtbringenden Gesellschaft
- Albrecht Friedrich von Brandenburg-Schwedt (1672–1731), kurbrandenburgisch-preußischer Generalleutnant und Herrenmeister des Johanniterordens, Prinz von Preußen, Markgraf zu Brandenburg-Schwedt

###### Albrecht G
- Albrecht Günther (1582–1634), regierender Graf des Hauses Schwarzburg-Rudolstadt (1612–1634)

###### Albrecht H
- Albrecht Heinrich von Braunschweig-Wolfenbüttel (1742–1761), Prinz von Braunschweig, preußischer Offizier

###### Albrecht I
- Albrecht I. († 1316), askanischer Regent in Anhalt
- Albrecht I. († 1170), Gründer der Mark Brandenburg und zugleich erster Markgraf von BrandenburgAlbrecht I. († 1170)

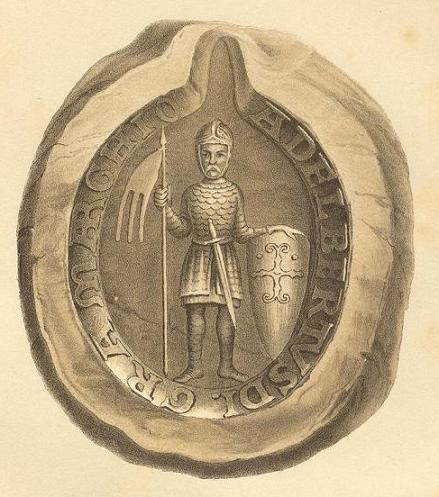
Albrecht I. († 1170)

- Albrecht I. (1158–1195), Markgraf von Meißen
- Albrecht I., Herzog von Sachsen-Wittenberg, Engern, Westfalen, Herr von Nordalbingien, Kurfürst und Erzmarschall des Heiligen Römischen Reiches und Graf von Anhalt
- Albrecht I. († 1265), Herr (Fürst) von Mecklenburg (1264–1265)
- Albrecht I. (1236–1279), mit seinem Bruder Johann zweiter Herzog zu Braunschweig und Lüneburg
- Albrecht I. (1255–1308), römisch-deutscher König aus dem Haus Habsburg, Herzog von Österreich und der SteiermarkAlbrecht I. (1255–1308)

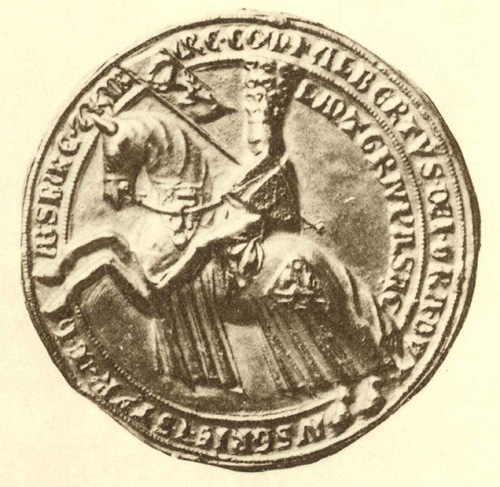
Albrecht I. (1255–1308)

- Albrecht I. (1336–1404), Herzog von Bayern-Straubing, Graf von Holland, Seeland und Hennegau sowie Herr von Friesland
- Albrecht I. († 1383), Herzog des Fürstentums Grubenhagen
- Albrecht I. († 1397), Herzog zu Mecklenburg-Stargard
- Albrecht I. (1468–1511), Herzog von Münsterberg und Oels, Graf von Glatz
- Albrecht I. Rindsmaul, Ministeriale und Truchsess im Dienst einiger Könige und Kaiser im Heiligen Römischen Reich
- Albrecht I. von Berwangen, badisch-kurpfälzischer Höfling
- Albrecht I. von Borna († 1265), Bischof von Merseburg
- Albrecht I. von Hohenfels († 1355), Fürstbischof von Eichstätt
- Albrecht I. von Hohenlohe-Weikersheim († 1429), fränkischer Edelmann und Kanoniker
- Albrecht I. von Löwen († 1192), Bischof von Lüttich
- Albrecht I. von Meißen († 1152), Bischof von Meißen
- Albrecht I. von Werdenberg-Heiligenberg, Graf von Werdenberg-Heiligenberg
- Albrecht II. († 1140), Landvogt in Muri
- Albrecht II. († 1318), Herzog zu Braunschweig-Lüneburg, Fürst von Braunschweig-Wolfenbüttel-Göttingen
- Albrecht II., katholischer Priester, Benediktiner und Abt des Klosters Murrhardt
- Albrecht II. († 1362), Fürst von Anhalt-Zerbst
- Albrecht II. († 1403), Graf von Holstein-Segeberg und Holstein-Rendsburg
- Albrecht II. († 1220), Markgraf von Brandenburg (1205–1220)
- Albrecht II., Graf von Weimar-Orlamünde (1176–1245)
- Albrecht II. († 1298), Graf von Hohenberg-Rotenburg
- Albrecht II. (* 1240), Landgraf von Thüringen
- Albrecht II. († 1298), Kurfürst und Erzmarschall des Heiligen Römischen Reiches, Gründer des Herzogtums Sachsen-Wittenberg
- Albrecht II. (1298–1358), Herzog von Österreich
- Albrecht II. (1318–1379), Herzog zu Mecklenburg (1348–1379)
- Albrecht II. (1368–1397), Herzog von Straubing-Holland
- Albrecht II. (1397–1439), römisch-deutscher König, König von Ungarn und Böhmen, Herzog von ÖsterreichAlbrecht II. (1397–1439)

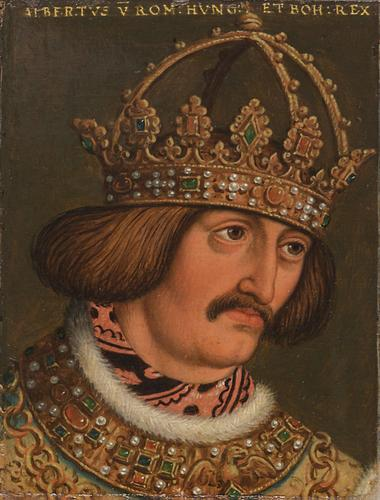
Albrecht II. (1397–1439)

- Albrecht II., Herzog zu Mecklenburg-Stargard
- Albrecht II. (1419–1485), Herzog des Fürstentums Grubenhagen
- Albrecht II. (1526–1563), Graf von Hoya (1545–1563)
- Albrecht II. (1620–1667), Markgraf von Brandenburg-Ansbach
- Albrecht II. Alcibiades (1522–1557), Markgraf von Brandenburg-Kulmbach
- Albrecht II. von Braunschweig-Lüneburg, Herrscher des Bistums von Halberstadt (1325–1358)
- Albrecht II. von Cuyk († 1200), Bischof von Lüttich
- Albrecht II. von Hohenlohe († 1372), Bischof von Würzburg
- Albrecht II. von Hohenlohe-Weikersheim († 1490), fränkischer Edelmann und Reichsgraf
- Albrecht II. von Hohenrechberg († 1445), Fürstbischof von Eichstätt
- Albrecht II. von Löwenstein, Graf von Löwenstein
- Albrecht II. von Mutzschen († 1266), Bischof von Meißen
- Albrecht II. von Regenstein († 1349), Graf von Regenstein
- Albrecht III. († 1199), Graf von Habsburg und Vogt von Muri im Aargau und Landgraf im Elsass
- Albrecht III., Graf von Weimar-Orlamünde
- Albrecht III. († 1300), Markgraf von Brandenburg aus dem Geschlecht der Askanier
- Albrecht III. († 1412), König von Schweden und Herzog zu MecklenburgAlbrecht III. († 1412)

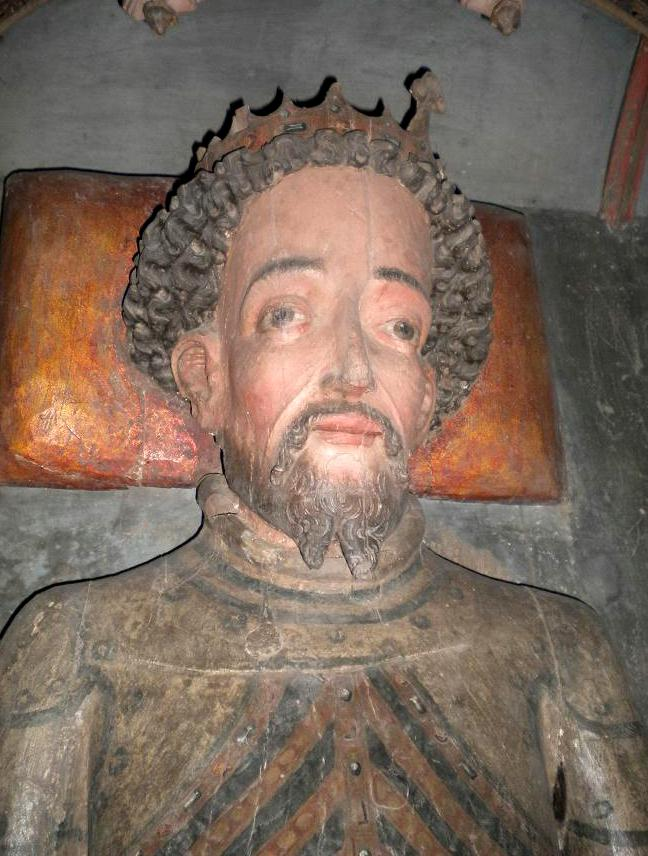
Albrecht III. († 1412)

- Albrecht III. († 1395), Herzog von Österreich
- Albrecht III., Kurfürst von Sachsen-Wittenberg
- Albrecht III. (1401–1460), Herzog von Bayern-München, Gründer des Klosters Andechs
- Albrecht III. von Heßberg († 1382), Bischof von Würzburg
- Albrecht III. von Hohenlohe-Waldenburg (1478–1551), Graf von Hohenlohe-Neuenstein
- Albrecht III. von Leisnig († 1312), Bischof von Meißen (1296–1312)
- Albrecht III. von Löwenstein († 1388), Graf von Löwenstein
- Albrecht IV. († 1239), Graf im Aargau, Landgraf im Ober-Elsaß und Feldhauptmann von Straßburg
- Albrecht IV. (1315–1344), deutscher Adliger, Herzog von Sachsen-Lauenburg (1338–1344)
- Albrecht IV. († 1388), Herzog zu Mecklenburg
- Albrecht IV. (1377–1404), Herzog von Österreich
- Albrecht IV. (1447–1508), Herzog von BayernAlbrecht IV. (1447–1508)

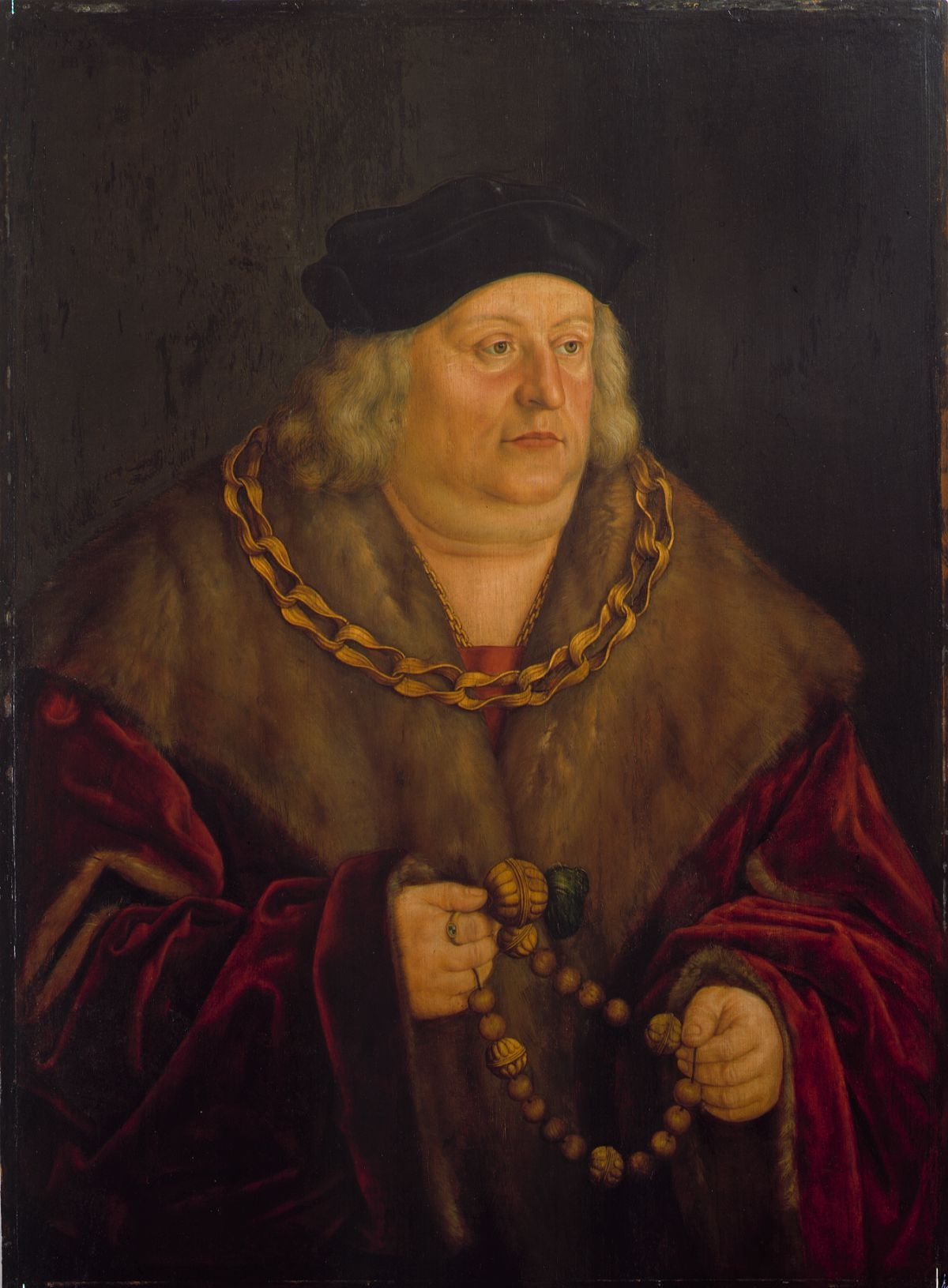
Albrecht IV. (1447–1508)

- Albrecht IV. von Ötisheim († 1428), deutscher Abt des Klosters Maulbronn und Magister der Prager Universität
- Albrecht IV. von Querfurt († 1403), Erzbischof von Magdeburg
- Albrecht IV. von Rindsmaul, Pfleger und Richter in Neustadt an der Donau

###### Albrecht S
- Albrecht Sigismund von Bayern (1623–1685), Fürstbischof von Freising

###### Albrecht U
- Albrecht und Baumann, Gottlieb von (1671–1725), böhmisch-schlesischer Mediziner, Stadtphysicus von Breslau und Kaiserlicher Rat

###### Albrecht V
- Albrecht V. († 1370), Herzog von Sachsen-Lauenburg (1356–1370)
- Albrecht V. (1397–1423), Herzog zu Mecklenburg
- Albrecht V. (1528–1579), Herzog von Bayern Kunstsammler und Bibliophiler
- Albrecht VI. (1418–1463), Herzog von Österreich
- Albrecht VI. (1438–1483), Herzog von Mecklenburg
- Albrecht VI. (1584–1666), Herzog von Bayern-Leuchtenberg aus dem Hause Wittelsbach
- Albrecht VII. (1488–1547), Herzog zu Mecklenburg
- Albrecht VII. (1537–1605), Graf von Schwarzburg-Rudolstadt
- Albrecht VII. von Habsburg (1559–1621), Erzherzog von Österreich und Regent der spanischen Niederlande
- Albrecht VII. von Mansfeld (1480–1560), deutscher Graf, Reformator
- Albrecht von Baden (1455–1488), Markgraf von Baden
- Albrecht von Brandenburg (1490–1545), Kardinal, Kurfürst, Erzbischof von Mainz und Magdeburg, Administrator von Halberstadt, Markgraf von BrandenburgAlbrecht von Brandenburg (1490–1545)

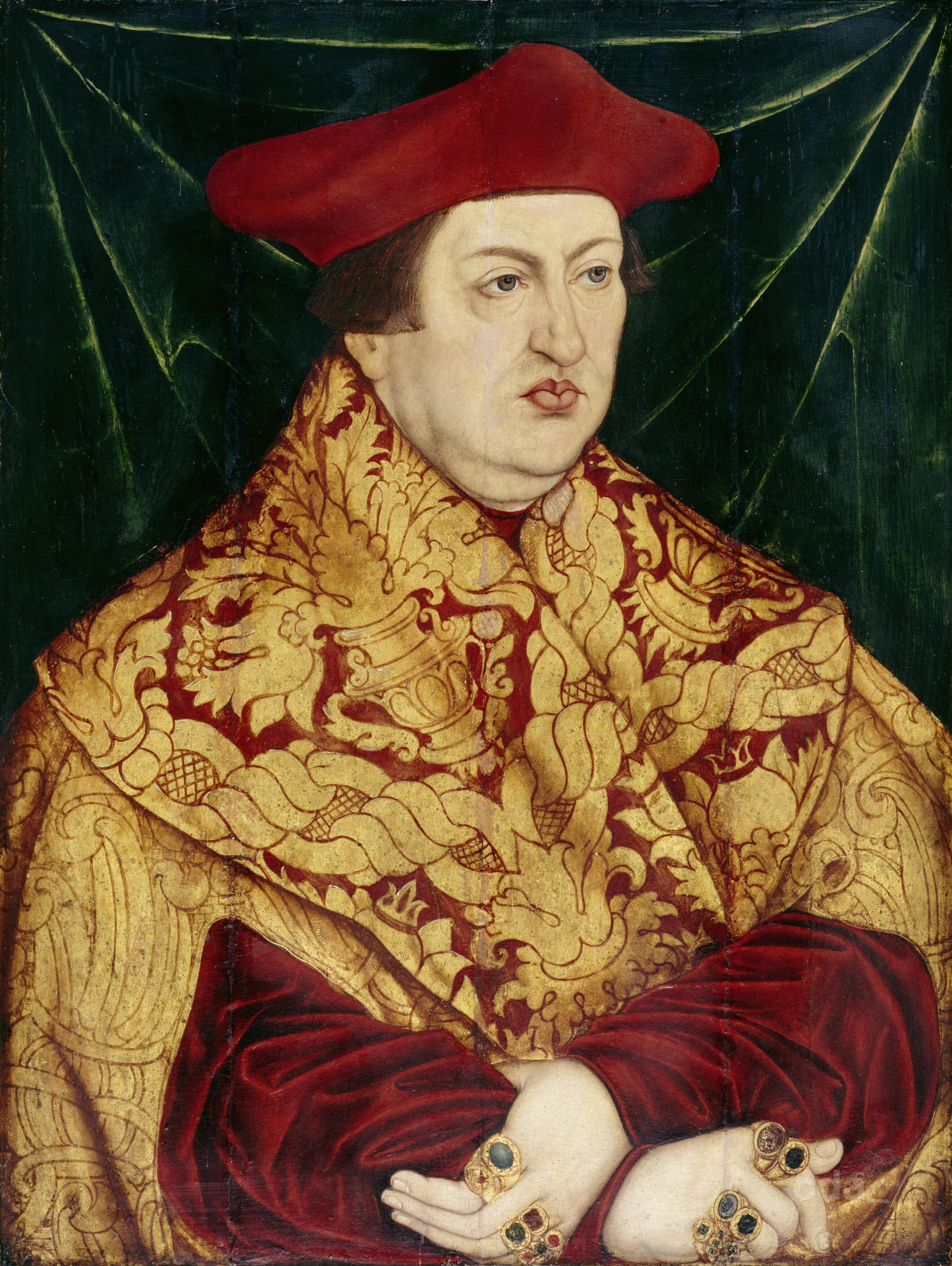
Albrecht von Brandenburg (1490–1545)

- Albrecht von Braunschweig-Wolfenbüttel (1725–1745), preußischer Generalmajor
- Albrecht von Březí, Elekt von Olmütz und Bischof von Leitomischl
- Albrecht von Halberstadt, mittelhochdeutscher Dichter
- Albrecht von Hoya († 1473), deutscher römisch-katholischer Bischof
- Albrecht von Johansdorf, mittelhochdeutscher Dichter von Minneliedern
- Albrecht von Käfernburg († 1232), deutscher Geistlicher, 18. Erzbischof von Magdeburg
- Albrecht von Kemenaten, mittelhochdeutscher Autor
- Albrecht von Kolditz († 1448), Landeshauptmann der Herzogtümer Schweidnitz-Jauer und Breslau; Landvogt der Oberlausitz
- Albrecht von Krenowitz, böhmischer Adeliger, Landeshauptmann und Burggraf von Glatz
- Albrecht von Löwenstein-Schenkenberg († 1304), Graf von Löwenstein
- Albrecht von Österreich-Teschen (1817–1895), Erzherzog von Österreich und FeldherrAlbrecht von Österreich-Teschen (1817–1895)

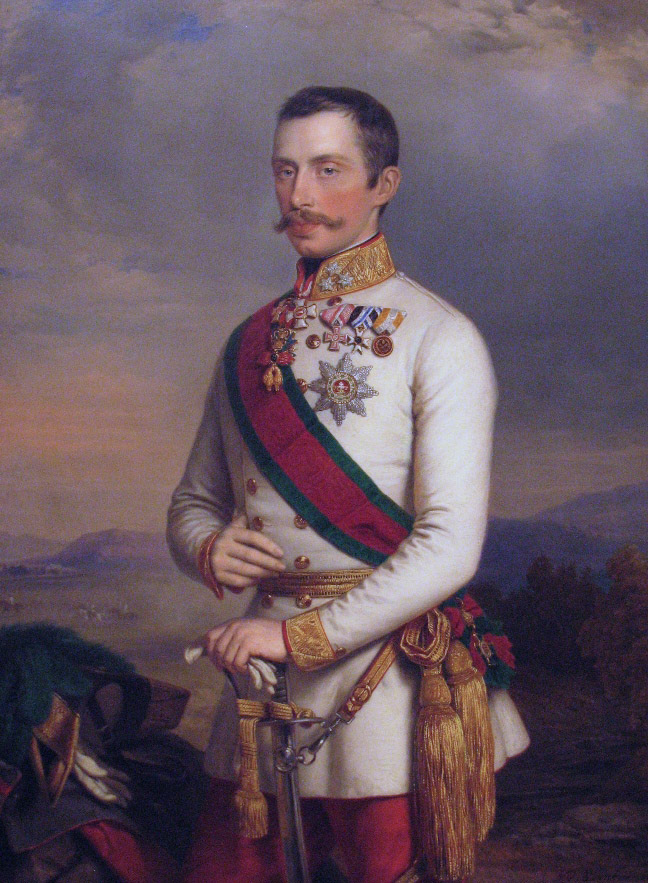
Albrecht von Österreich-Teschen (1817–1895)

- Albrecht von Pfalz-Mosbach (1440–1506), Bischof von Straßburg
- Albrecht von Preußen (1809–1872), preußischer Prinz und Generaloberst
- Albrecht von Preußen (1837–1906), preußischer Generalfeldmarschall und Regent des Herzogtums Braunschweig
- Albrecht von Ramstein († 1294), Abt von Reichenau
- Albrecht von Rapperswil, Minnesänger, Marschall, Schweizer Ministerialer
- Albrecht von Rosenberg († 1572), Reichsritter mit der Herrschaft Schüpf
- Albrecht von Sachsen-Lauenburg (1384–1421), Domherr in Münster und Erzbistum Köln
- Albrecht von Sachsen-Weißenfels (1659–1692), Prinz von Sachsen-Weißenfels
- Albrecht von Sax, Adliger und Freiherr
- Albrecht von Scharfenberg, mittelhochdeutscher Dichter
- Albrecht von Sternberg († 1380), Bischof von Schwerin, Bischof von Leitomischl, Erzbischof von Magdeburg
- Albrecht von Wernigerode (1346–1419), römisch-katholischer Bischof
- Albrecht von Wertheim († 1421), Bischof von Bamberg

###### Albrecht W
- Albrecht Wolfgang (1659–1715), Graf zu Hohenlohe-Langenburg
- Albrecht Wolfgang (1699–1748), Graf von Schaumburg-Lippe, Militär und HeerführerAlbrecht Wolfgang (1699–1748)

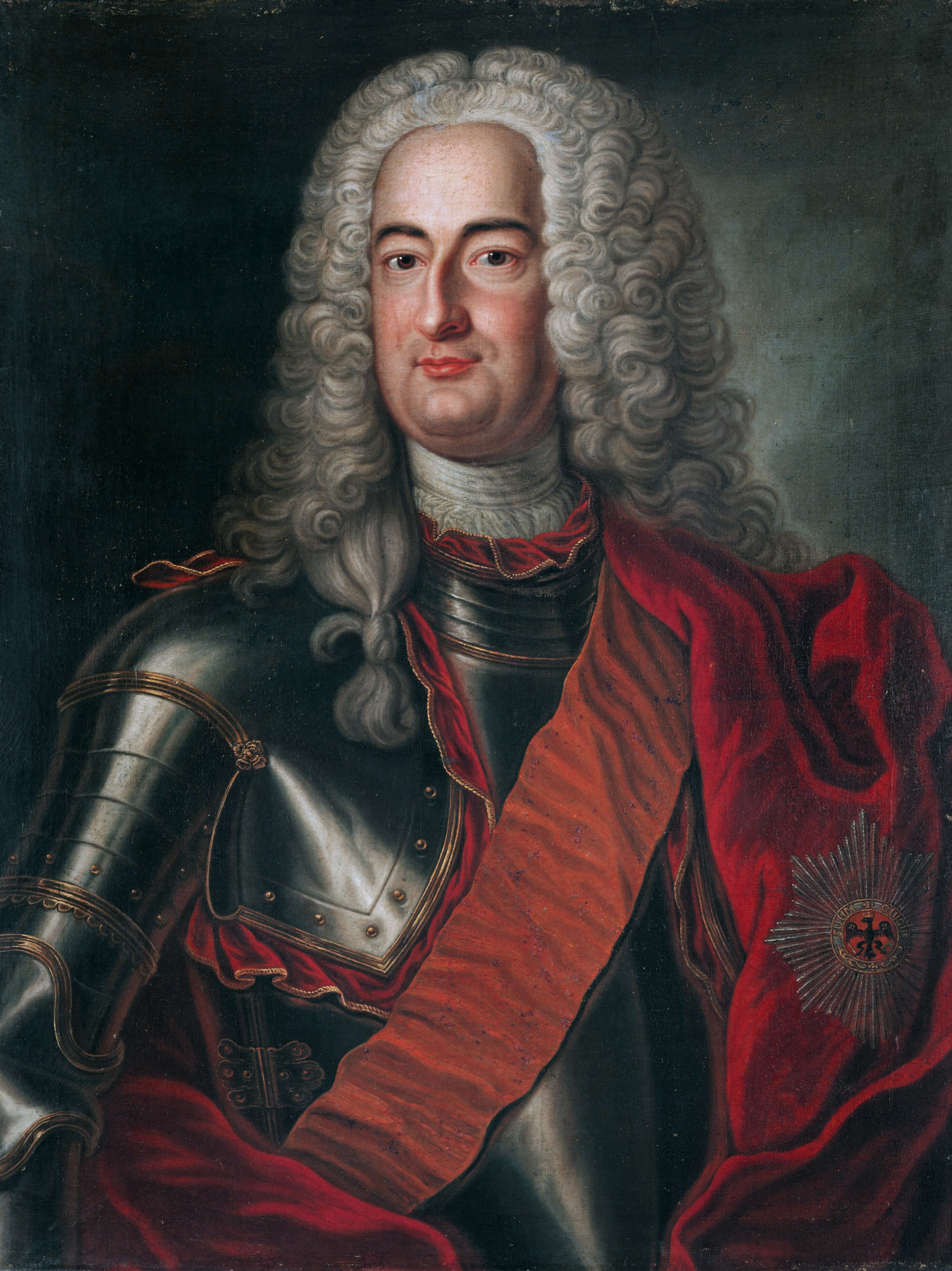
Albrecht Wolfgang (1699–1748)

- Albrecht Wolfgang von Brandenburg-Bayreuth (1689–1734), Markgraf von Brandenburg; kaiserlicher General

###### Albrecht, A
- Albrecht, Achim (* 1959), deutscher Rechtswissenschaftler und Autor
- Albrecht, Adolf (1855–1930), deutscher Politiker (SPD, USPD), MdR
- Albrecht, Alexander (1885–1958), slowakischer Komponist und Musiker
- Albrecht, Aline (* 2001), Schweizer Snowboarderin
- Albrecht, Alois (1936–2022), deutscher römisch-katholischer Priester, Generalvikar und Liedtexter
- Albrecht, Alwin, Rektor der Hochschule Konstanz (1946–1958)
- Albrecht, Alwin-Broder (1903–1945), deutscher Marineoffizier
- Albrecht, Andrea (* 1971), deutsche Literaturwissenschaftlerin
- Albrecht, Andreas (1927–2002), US-amerikanischer Chemiker
- Albrecht, Andreas (* 1951), deutscher Erzähler und Lyriker
- Albrecht, Andreas (* 1957), US-amerikanischer theoretischer Physiker
- Albrecht, Andreas (* 1968), deutscher Musiker und Produzent
- Albrecht, Angèle (1942–2000), deutsche Tänzerin
- Albrecht, Anna (* 1995), deutsche Moderatorin und Journalistin
- Albrecht, Anna H. (* 1982), deutsche Rechtswissenschaftlerin und Hochschullehrerin
- Albrecht, Anne (* 1983), deutsche Neurologin und Hochschullehrerin
- Albrecht, Anneliese (1921–2018), österreichische Journalistin und Politikerin (SPÖ), Abgeordnete zum Nationalrat
- Albrecht, Anton Hermann (1835–1906), deutscher evangelischer Theologe und Dichter
- Albrecht, Arnold (* 1950), deutscher Ingenieur und Betriebsratsvorsitzender
- Albrecht, Artur (1903–1952), deutscher SS-Obersturmführer und Kriegsverbrecher
- Albrecht, August (1813–1886), deutscher Polizist und Ehrenbürger von Kassel
- Albrecht, August (1890–1982), deutscher Verleger und Gewerkschaftsfunktionär
- Albrecht, August (1907–1988), Schweizer Politiker (CVP)

###### Albrecht, B
- Albrecht, Babette (* 1959), deutsche Milliardärswitwe und Miteigentümerin der Unternehmen Aldi Nord und Trader Joe’s
- Albrecht, Balthasar Augustin (1687–1765), Münchener Hofmaler
- Albrecht, Beate (1921–2017), deutsche Musikerin und Musikpädagogin
- Albrecht, Benno (* 1957), italienischer Architekt, Hochschullehrer, Universitätsrektor
- Albrecht, Bernhard (1758–1822), österreichischer Maler
- Albrecht, Berthold (1954–2012), deutscher Manager
- Albrecht, Berty (1893–1943), französische Widerstandskämpferin
- Albrecht, Björn (* 1980), deutscher Basketballfunktionär
- Albrecht, Bruno (* 2001), deutscher Basketballspieler

###### Albrecht, C
- Albrecht, Cäcilie (1927–2018), deutsche Unternehmerin
- Albrecht, Carl (1746–1833), Benediktiner, Pfarrer der Pfarrei Liebfrauen in Koblenz
- Albrecht, Carl (1862–1926), deutscher Maler
- Albrecht, Carl (1875–1952), deutscher Baumwollkaufmann
- Albrecht, Carl (1902–1965), deutscher Arzt, Schriftsteller und Philosoph
- Albrecht, Carl Gottlieb (1751–1819), deutscher Beamter
- Albrecht, Carl Theodor (1843–1915), Astronom und Geodät
- Albrecht, Charlotte (* 1864), österreichische Theaterschauspielerin
- Albrecht, Charlotte (* 1981), deutsche Schauspielerin
- Albrecht, Christian (* 1961), deutscher evangelischer Theologe und Hochschullehrer
- Albrecht, Christian (* 1982), deutscher Politiker (CDU), MdL
- Albrecht, Christian (* 1989), deutscher Politiker (Die Linke), MdL
- Albrecht, Christoph (1930–2016), deutscher Organist, Dirigent und Komponist
- Albrecht, Christoph (* 1944), deutscher Theater- und Musikwissenschaftler
- Albrecht, Clara († 1927), deutsche Theaterschauspielerin
- Albrecht, Clemens (* 1959), deutscher Soziologe
- Albrecht, Conrad (1880–1969), deutscher Generaladmiral im Zweiten WeltkriegConrad Albrecht (1880–1969)

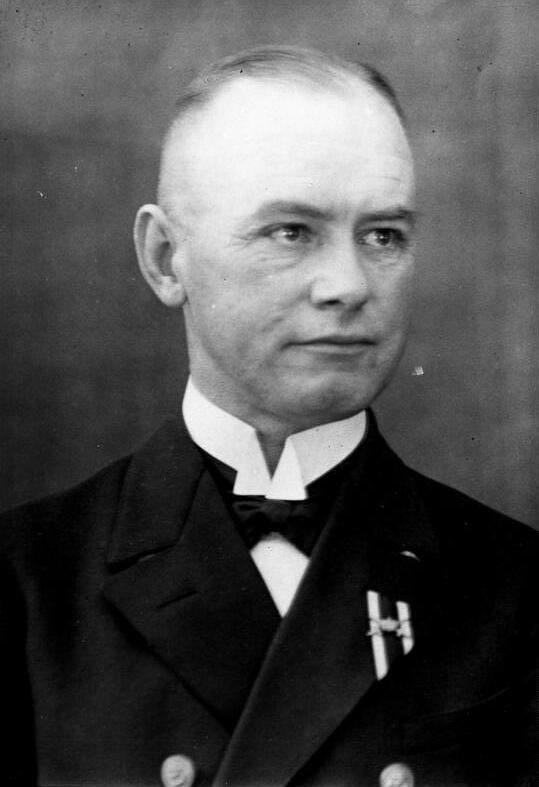
Conrad Albrecht (1880–1969)

###### Albrecht, D
- Albrecht, Dagmar (1933–2004), deutsche Dolmetscherin, Redakteurin, Journalistin, Sachbuch-Autorin und Herausgeberin
- Albrecht, Daniel (* 1983), Schweizer Skirennläufer
- Albrecht, Danny (* 1985), deutscher Eishockeyspieler
- Albrecht, Degenhard (1930–2006), deutscher Politiker (SED), Generalsekretär des Amtes für Außenwirtschaftsbeziehungen der DDR
- Albrecht, Detlev Michael (* 1949), deutscher Mediziner
- Albrecht, Dieter (1927–1999), deutscher Historiker
- Albrecht, Dietrich (* 1940), US-amerikanischer Fußballspieler
- Albrecht, Dietrich (1944–2013), deutscher Künstler neuer Formen der Kunst

###### Albrecht, E
- Albrecht, Eduard (1823–1883), deutscher Zahnmediziner
- Albrecht, Elmar (1915–1997), deutscher Maler und Bühnenbildner
- Albrecht, Émile (1897–1927), Schweizer Ruderer
- Albrecht, Ennio (* 2000), deutscher Eishockeytorwart
- Albrecht, Erhard (1925–2009), deutscher marxistischer Philosoph
- Albrecht, Erich (1889–1942), deutscher Fußballspieler
- Albrecht, Erich (1890–1949), deutscher Jurist und Diplomat
- Albrecht, Erich (1907–1979), US-amerikanischer Germanist und Hochschullehrer
- Albrecht, Ernst (1810–1898), deutscher Gastwirt und Politiker, MdL
- Albrecht, Ernst (1877–1960), deutscher Mineralölindustrieller
- Albrecht, Ernst (1906–1982), deutscher Filmarchitekt
- Albrecht, Ernst (1907–1976), deutscher Fußballspieler
- Albrecht, Ernst (1910–1977), deutscher Grafiker
- Albrecht, Ernst (1914–1977), deutscher Politiker (SPD), Landrat
- Albrecht, Ernst (1914–1991), deutscher Politiker (CDU), MdHB, MdB
- Albrecht, Ernst (1930–2014), deutscher Politiker (CDU), MdL, Ministerpräsident von NiedersachsenErnst Albrecht (1930–2014)

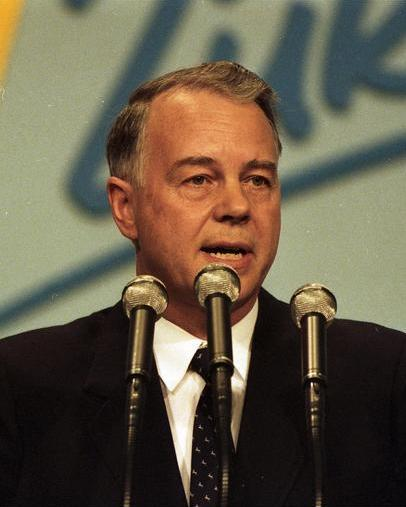
Ernst Albrecht (1930–2014)

- Albrecht, Ernst Oscar (1895–1953), deutscher Maler
- Albrecht, Erwin (1900–1985), deutscher Richter und Politiker (CDU)
- Albrecht, Erwin F. B. (1897–1971), deutscher Satiriker und Humorist
- Albrecht, Eugen (1872–1908), deutscher Mediziner
- Albrecht, Eugen Maria (1842–1894), russischer Geiger, Dirigent und Musikschriftsteller

###### Albrecht, F
- Albrecht, Felix (1900–1980), deutscher Maler, Plakatkünstler, Illustrator und Schriftsteller
- Albrecht, Felix (* 1981), deutscher evangelischer Theologe und Septuagintaforscher
- Albrecht, Filip (* 1977), deutsch-tschechischer Textdichter, Musikproduzent und Medienmanager
- Albrecht, Fredi (* 1947), deutscher Ringer und Kampfrichter
- Albrecht, Friedrich (1818–1890), deutsch-katholischer Theologe und Schriftsteller
- Albrecht, Friedrich (1930–2020), deutscher Literaturwissenschaftler, Essayist und Herausgeber
- Albrecht, Friedrich (* 1959), deutscher Sonderpädagoge und Hochschulrektor
- Albrecht, Friedrich Wilhelm (1774–1840), plattdeutscher Autor
- Albrecht, Friedrich Wilhelm (1861–1943), deutscher Politiker und Pfarrer
- Albrecht, Fritz (1896–1965), deutscher Observator
- Albrecht, Fritz (1905–1977), deutscher Offizier

###### Albrecht, G
- Albrecht, Gaby (* 1956), deutsche Sängerin volkstümlicher MusikGaby Albrecht (* 1956)

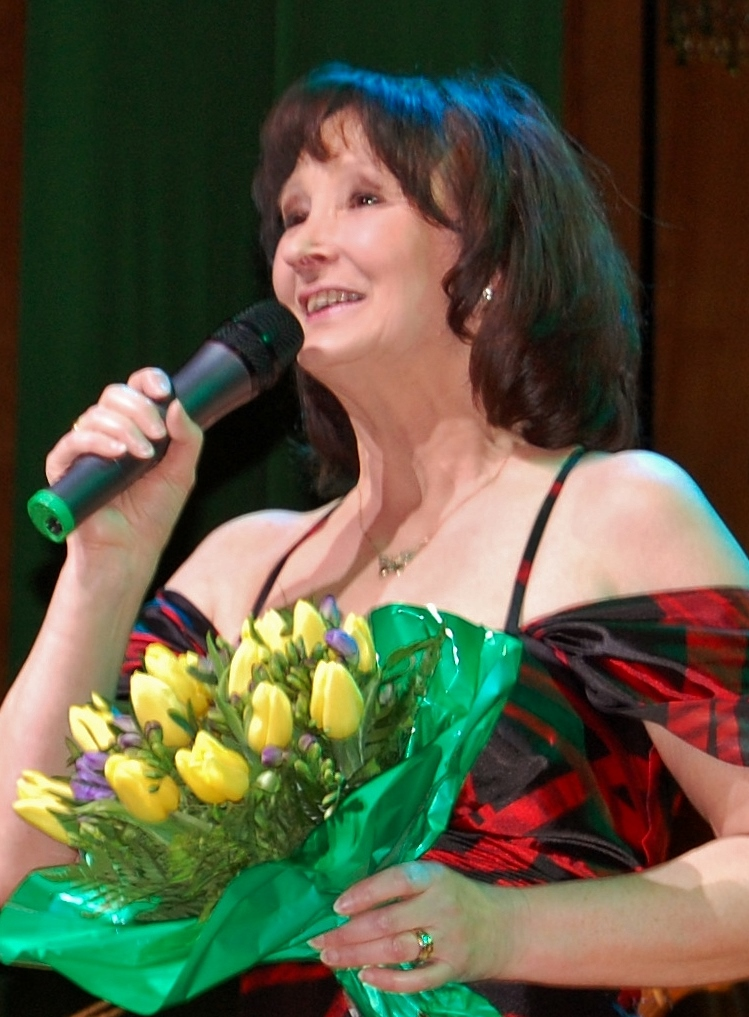
Gaby Albrecht (* 1956)

- Albrecht, Georg (1815–1890), deutscher Jurist, Präsident des Oberlandesgerichts Frankfurt am Main
- Albrecht, Georg (1881–1964), deutscher Historiker
- Albrecht, Georg (* 1989), deutscher Eishockeyspieler
- Albrecht, Georg Eugen (1855–1906), deutscher evangelisch-reformierter Pfarrer, Hochschullehrer und Missionar
- Albrecht, Georg von (1891–1976), deutscher Komponist und Hochschullehrer
- Albrecht, George Alexander (1834–1898), deutscher Kaufmann, österreichisch-ungarischer Konsul
- Albrecht, George Alexander (1935–2021), deutscher Dirigent
- Albrecht, Gerd (1935–2014), deutscher DirigentGerd Albrecht (1935–2014)

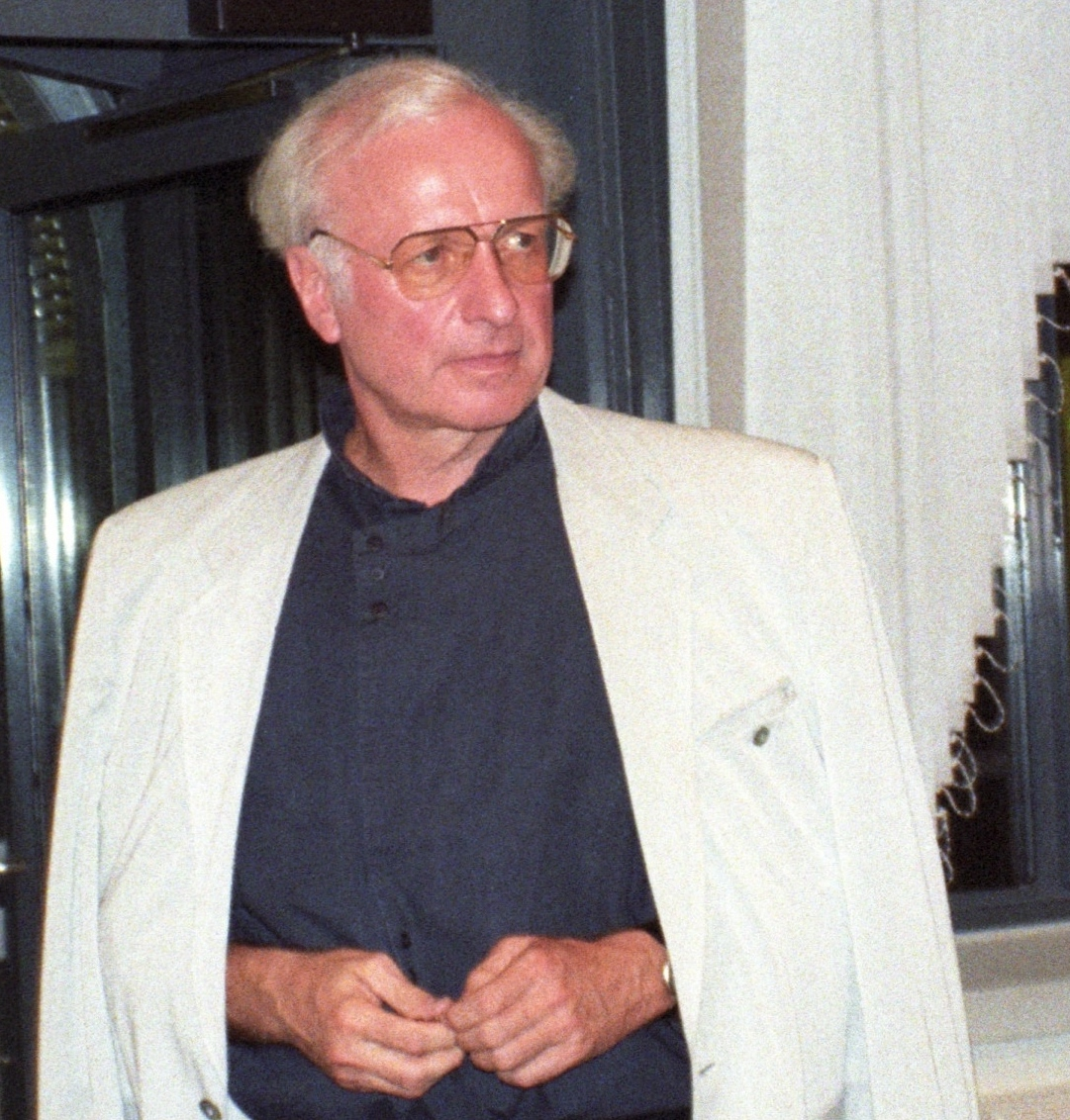
Gerd Albrecht (1935–2014)

- Albrecht, Gerd (* 1946), deutscher Prähistoriker
- Albrecht, Gerhard (1889–1971), deutscher Soziologe und Hochschullehrer
- Albrecht, Gerhard Friedrich († 1782), Jurist, Genealoge und Publizist
- Albrecht, Gert (1941–2017), deutscher Ingenieur
- Albrecht, Gisela (1921–1985), deutsche Kostüm- und Trickfilmzeichnerin
- Albrecht, Gisela (* 1944), deutsche Dermatologin
- Albrecht, Gottfried (1890–1969), österreichischer Politiker (SPÖ), Landtagsabgeordneter
- Albrecht, Gottfried (1932–2012), deutscher Diplomat
- Albrecht, Grant (* 1981), kanadischer Rennrodler
- Albrecht, Gretchen (* 1943), neuseeländische Malerin und Bildhauerin
- Albrecht, Grete (1893–1987), deutsche Neurologin, Psychotherapeutin und Präsidentin des Deutschen Ärztinnenbundes (1955–1965)
- Albrecht, Günter, deutscher Journalist und Autor
- Albrecht, Günter (1930–2015), deutscher experimenteller Physiker
- Albrecht, Günter (* 1931), deutscher Ingenieur
- Albrecht, Günter (* 1943), deutscher Soziologe
- Albrecht, Gustav (1828–1878), deutscher Politiker
- Albrecht, Gustav (1864–1963), deutscher Verwaltungsjurist, Landrat und Mitglied des Hannoverschen Provinziallandtages
- Albrecht, Gustav (1865–1912), deutscher Bibliothekar
- Albrecht, Gustav (1890–1947), deutscher Verlagsleiter, Direktor des deutschen Nachrichtenbüros (DNB)
- Albrecht, Gustav (1902–1980), deutscher Verwaltungsjurist, Kreishauptmann im deutsch-besetzten Polen

###### Albrecht, H
- Albrecht, Hannes (* 1989), deutscher Eishockeyspieler
- Albrecht, Hans (1873–1944), deutscher Redakteur und Schriftsteller
- Albrecht, Hans (1893–1979), deutscher Unternehmer und Lokalpolitiker
- Albrecht, Hans (1902–1961), deutscher Musikwissenschaftler und Hochschullehrer
- Albrecht, Hans (1909–1995), Schweizer Politiker (FDP)
- Albrecht, Hans (1919–2008), deutscher Politiker (SED), MdVHans Albrecht (1919–2008)

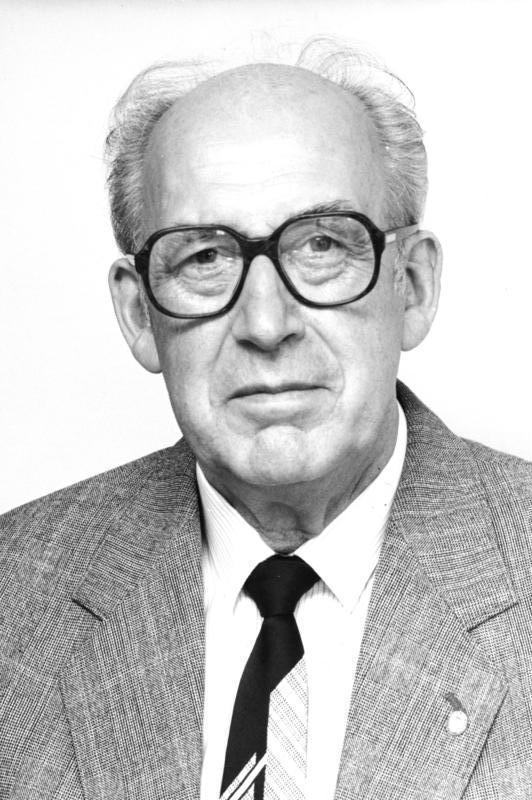
Hans Albrecht (1919–2008)

- Albrecht, Hans (1923–2006), deutscher Forstmann und baden-württembergischer Politiker (FDP), MdL
- Albrecht, Hans (* 1938), deutscher Ingenieurwissenschaftler, Hochschullehrer, Abteilungsdirektor Daimler-Benz AG und Vorstandsmitglied des ZSW
- Albrecht, Hans Joachim (* 1938), deutscher Bildhauer, Zeichner, Autor und Hochschullehrer
- Albrecht, Hans-Christian (1920–2007), deutscher Politiker (CDU), MdHB
- Albrecht, Hans-Holger (* 1963), deutscher Jurist und Manager
- Albrecht, Hans-Joachim (1932–2022), deutscher Gärtner, Dendrologe, Pflanzenzüchter und Autor
- Albrecht, Hans-Jörg (* 1950), deutscher Rechtswissenschaftler und Kriminologe
- Albrecht, Hans-Jürgen (* 1944), deutscher Fußballspieler
- Albrecht, Hansjörg (* 1972), deutscher Dirigent, Organist und CembalistHansjörg Albrecht (* 1972)

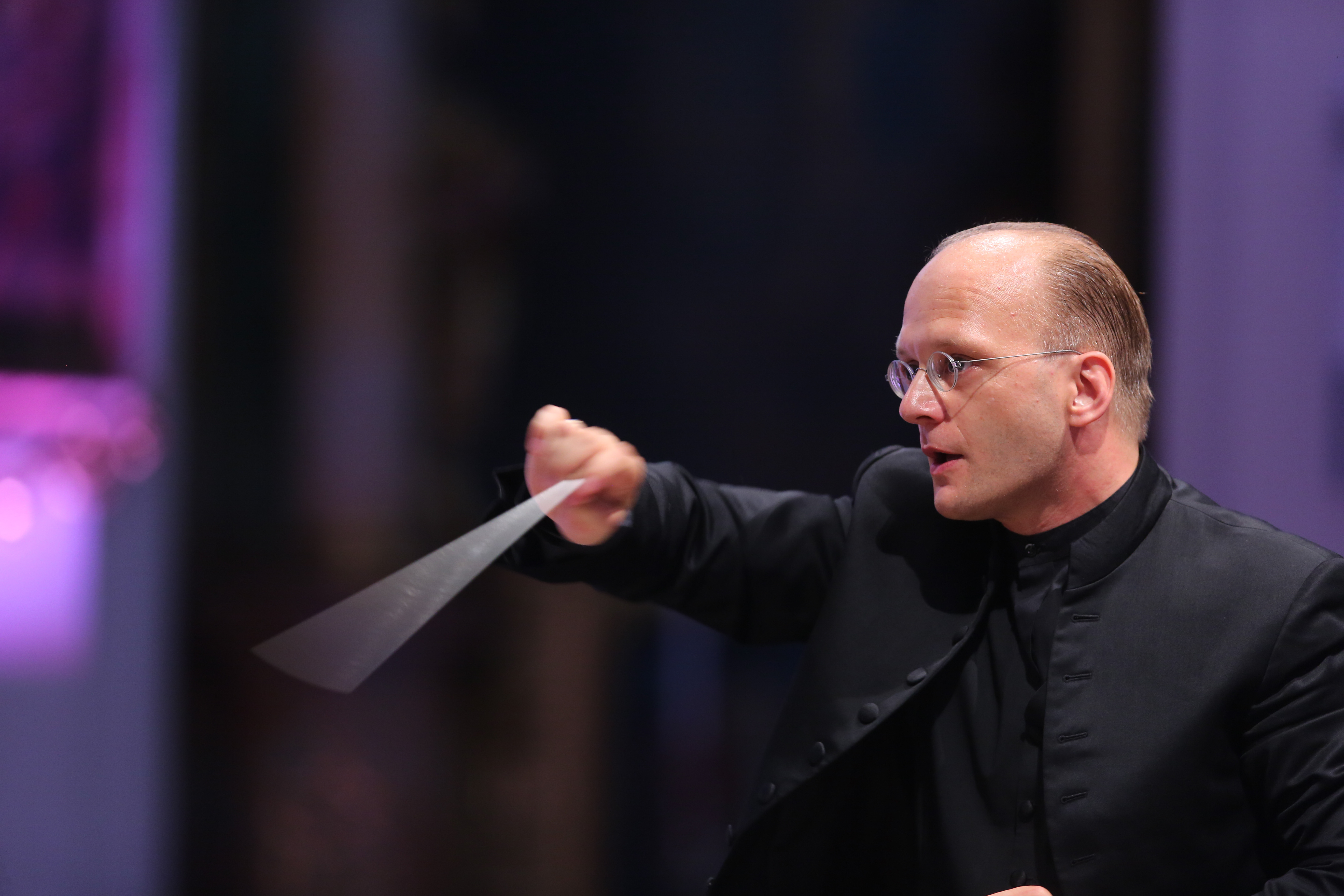
Hansjörg Albrecht (* 1972)

- Albrecht, Hartmut (1925–2005), deutscher Agrarökonom, Kommunikationswissenschaftler und Hochschullehrer
- Albrecht, Heinrich (1856–1931), deutscher Sozialpolitiker und Wohnungsreformer
- Albrecht, Heinrich (1866–1922), österreichischer Bakteriologe
- Albrecht, Heinrich (1918–1978), deutscher Politiker und Gewerkschafter (SPD), MdL (Bayern)
- Albrecht, Heinrich (* 1929), deutscher Ingenieur
- Albrecht, Heinrich Christoph (1762–1800), Philologe und deutscher Jakobiner
- Albrecht, Heinz (* 1935), deutscher Politiker (SED), MdV
- Albrecht, Heinz-Eberhard (1935–2022), deutscher Ingenieur und Hochschullehrer
- Albrecht, Helga (* 1955), deutsche Hebamme, ehemalige Präsidentin des Deutschen Hebammenverbandes
- Albrecht, Helmut (* 1952), österreichischer Arzt und Psychotherapeut
- Albrecht, Helmut F. (* 1933), deutscher Kabarettist, Autor und Werbetexter
- Albrecht, Helmuth (1885–1953), deutscher Politiker (DVP), MdR
- Albrecht, Helmuth (* 1955), deutscher Historiker und Professor
- Albrecht, Henning (* 1973), deutscher Historiker und Autor
- Albrecht, Henrik (* 1969), deutscher Komponist
- Albrecht, Henry (1857–1909), deutscher Maler, Zeichner und Illustrator
- Albrecht, Herbert (1900–1945), deutscher Politiker (NSDAP), MdRHerbert Albrecht (1900–1945)

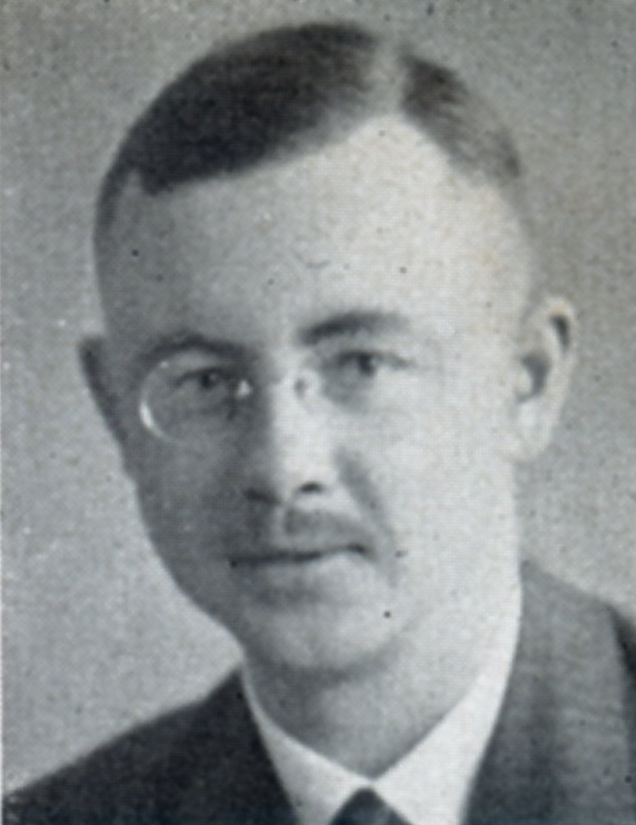
Herbert Albrecht (1900–1945)

- Albrecht, Herbert (1925–1997), deutscher Ringer
- Albrecht, Herbert (1927–2021), österreichischer Bildhauer
- Albrecht, Hermann (1915–1982), deutscher Schachkomponist und Begründer der Albrecht-Sammlung
- Albrecht, Hermann (* 1961), deutscher Fußballschiedsrichter
- Albrecht, Hermann Ulrich (1897–1995), deutscher Röntgenologe, Strahlentherapeut und Hochschullehre
- Albrecht, Hermine (1856–1929), österreich-ungarische Theaterschauspielerin
- Albrecht, Horst (1933–2012), deutscher Generalmajor der Bundeswehr
- Albrecht, Hugo (1862–1920), österreichischer Politiker (Deutsche Nationalpartei), Abgeordneter zum Nationalrat

###### Albrecht, I
- Albrecht, Ingo (* 1959), deutscher Synchronsprecher, Schauspieler und SängerIngo Albrecht (* 1959)

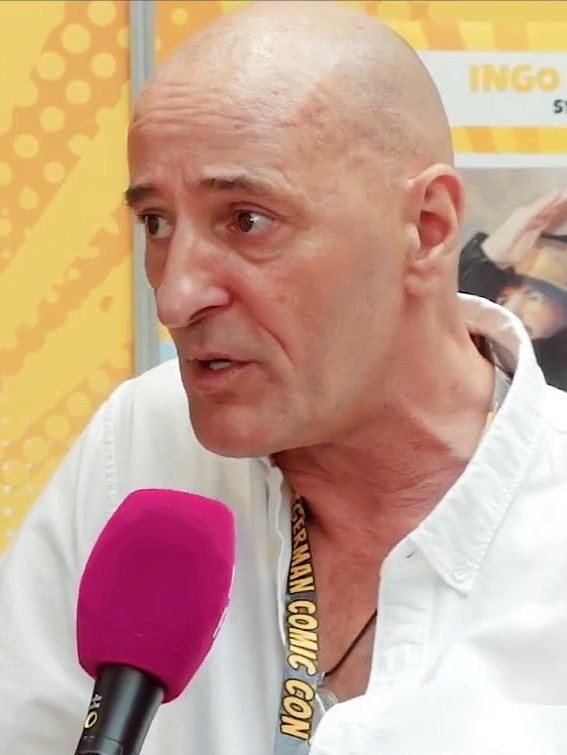
Ingo Albrecht (* 1959)

- Albrecht, Iris (* 1967), deutsche Tischtennisspielerin

###### Albrecht, J
- Albrecht, Jacob (* 1995), deutscher Basketballspieler
- Albrecht, Jakob (1759–1808), deutsch-US-amerikanischer Gründer der Evangelischen Gemeinschaft (Methodismus)
- Albrecht, Jakob (1825–1876), Schweizer Viehhändler und Politiker
- Albrecht, Ján (1919–1996), slowakischer Musikwissenschaftler, Musikpädagoge und Hochschullehrer
- Albrecht, Jan Philipp (* 1982), deutsch-französischer Politiker (Bündnis 90/Die Grünen), MdEP
- Albrecht, Jerzy (1914–1992), polnischer Politiker, Mitglied des Sejm (PZPR), Finanzminister
- Albrecht, Joachim (1913–1997), deutscher Künstler
- Albrecht, Joachim (1933–2015), deutscher Generalmajor (NVA)
- Albrecht, Joachim (* 1950), niedersächsischer Politiker (CDU), MdL
- Albrecht, Johann († 1603), Bürgermeister Heilbronns
- Albrecht, Johann Caspar (1639–1711), deutscher Geistlicher
- Albrecht, Johann Christian (1716–1800), deutscher Musikschriftsteller und protestantischer Pfarrer
- Albrecht, Johann Christoph, süddeutscher Orgelbauer
- Albrecht, Johann Friedrich Ernst (1752–1814), deutscher Arzt und populärwissenschaftlicher Schriftsteller
- Albrecht, Johann Georg (1694–1770), deutscher Pädagoge
- Albrecht, Johann Lorenz (1732–1768), deutscher Musikschriftsteller und Komponist
- Albrecht, Johann Ludwig (1741–1814), preußischer Beamter
- Albrecht, Johann Peter (1647–1724), deutscher Mediziner und Stadtphysicus in Hildesheim
- Albrecht, Johann Sebastian (1695–1774), deutscher Arzt und Naturforscher
- Albrecht, Johannes (1907–1943), katholischer Ordensbruder, 1943 hingerichtet
- Albrecht, Jörg (* 1954), deutscher Wissenschaftsjournalist
- Albrecht, Jörg (* 1968), deutscher Kommunalpolitiker und Sportfunktionär
- Albrecht, Jörg (* 1981), deutscher Autor
- Albrecht, Jörn (* 1939), deutscher Sprachwissenschaftler
- Albrecht, Josef (1888–1974), österreichischer Lehrer und Paläontologe
- Albrecht, Josef (1894–1966), deutscher Schauspieler und Sänger
- Albrecht, Joseph Ambros Michael von (1807–1878), bayerischer Politiker und Rechtswissenschaftler
- Albrecht, Juerg (* 1952), Schweizer Kunsthistoriker
- Albrecht, Julia (* 1967), Filmregisseurin und Filmeditorin
- Albrecht, Julia (* 1996), deutsche Schauspielerin
- Albrecht, Julius (1827–1901), preußischer Generalmajor
- Albrecht, Justinus (1876–1956), deutscher römisch-katholischer Ordensbruder

###### Albrecht, K
- Albrecht, Kai (* 1980), deutscher Schauspieler und SprecherKai Albrecht (* 1980)

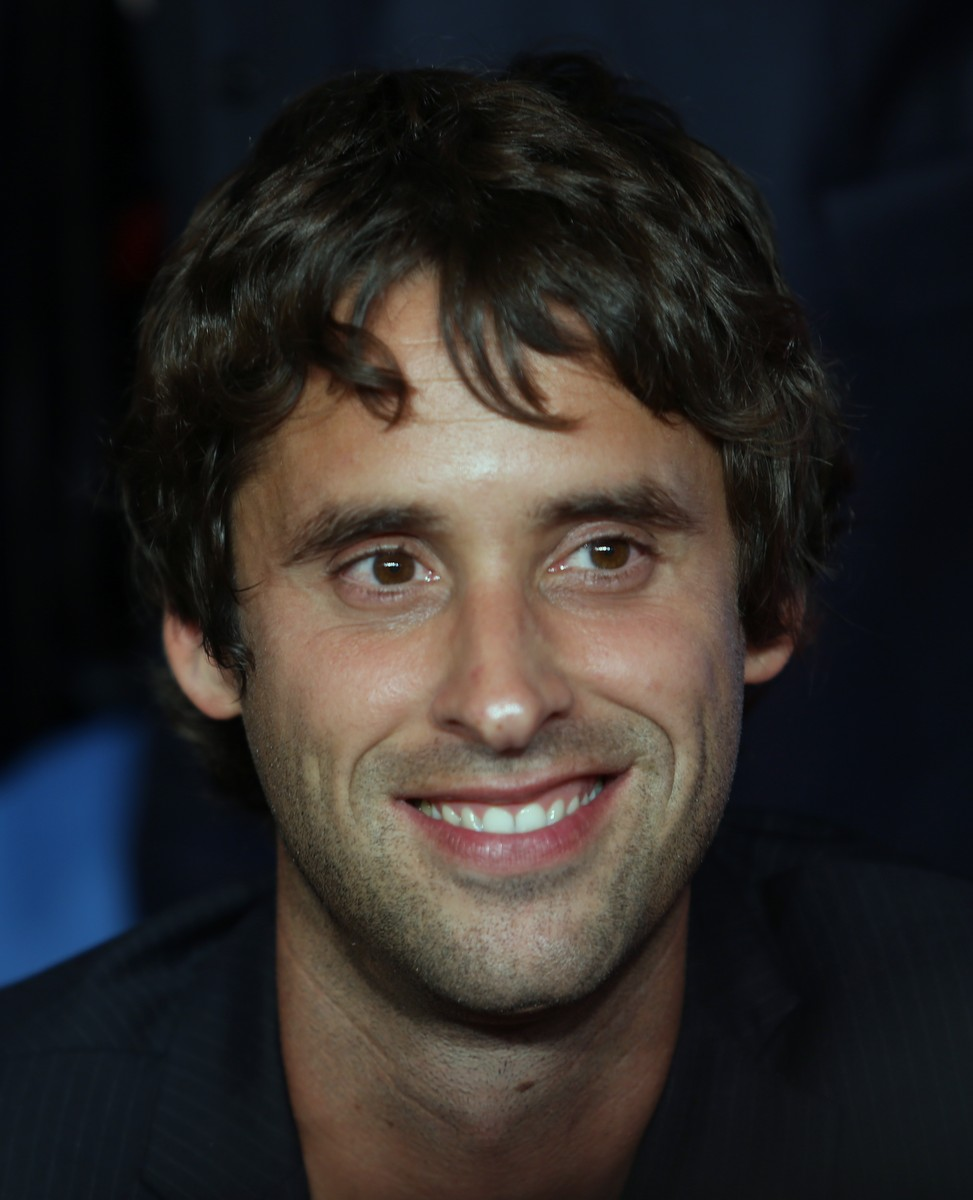
Kai Albrecht (* 1980)

- Albrecht, Karin (* 1958), Schweizer Stretching Expertin und Autorin
- Albrecht, Karina (* 1959), deutsche Schriftstellerin
- Albrecht, Karl (1823–1904), deutscher Lehrer und Theoretiker der Stenografie
- Albrecht, Karl (1845–1920), sudetendeutscher Dichter und Lehrer
- Albrecht, Karl (1846–1902), deutscher Gymnasiallehrer und Historiker
- Albrecht, Karl (1859–1929), deutscher Philologe, evangelischer Theologe und Orientalist
- Albrecht, Karl (1891–1955), deutscher Erziehungswissenschaftler
- Albrecht, Karl (1902–1976), deutscher Wirtschaftswissenschaftler
- Albrecht, Karl (1904–1974), deutscher Politiker (SPD), MdL
- Albrecht, Karl (* 1911), deutsches SS-Mitglied, Blockwart im Konzentrationslager Mauthausen-Gusen
- Albrecht, Karl (1920–2014), deutscher Unternehmer
- Albrecht, Karl (1929–1999), deutscher römisch-katholischer Geistlicher, Jesuit, Missionar und Märtyrer
- Albrecht, Karl Franz Georg (1799–1873), deutscher Jurist, Verwaltungsbeamter und Staatsrat im Königreich Hannover
- Albrecht, Karl Franzewitsch (1807–1863), deutsch-russischer Komponist
- Albrecht, Karl Friedrich Wilhelm (1819–1904), deutscher Kommunalpolitiker
- Albrecht, Karl Hans (1919–1965), deutscher Politiker (SPD), MdL
- Albrecht, Karl Iwanowitsch (1897–1969), deutscher Kommunist, Nationalsozialist und AutorKarl Iwanowitsch Albrecht (1897–1969)

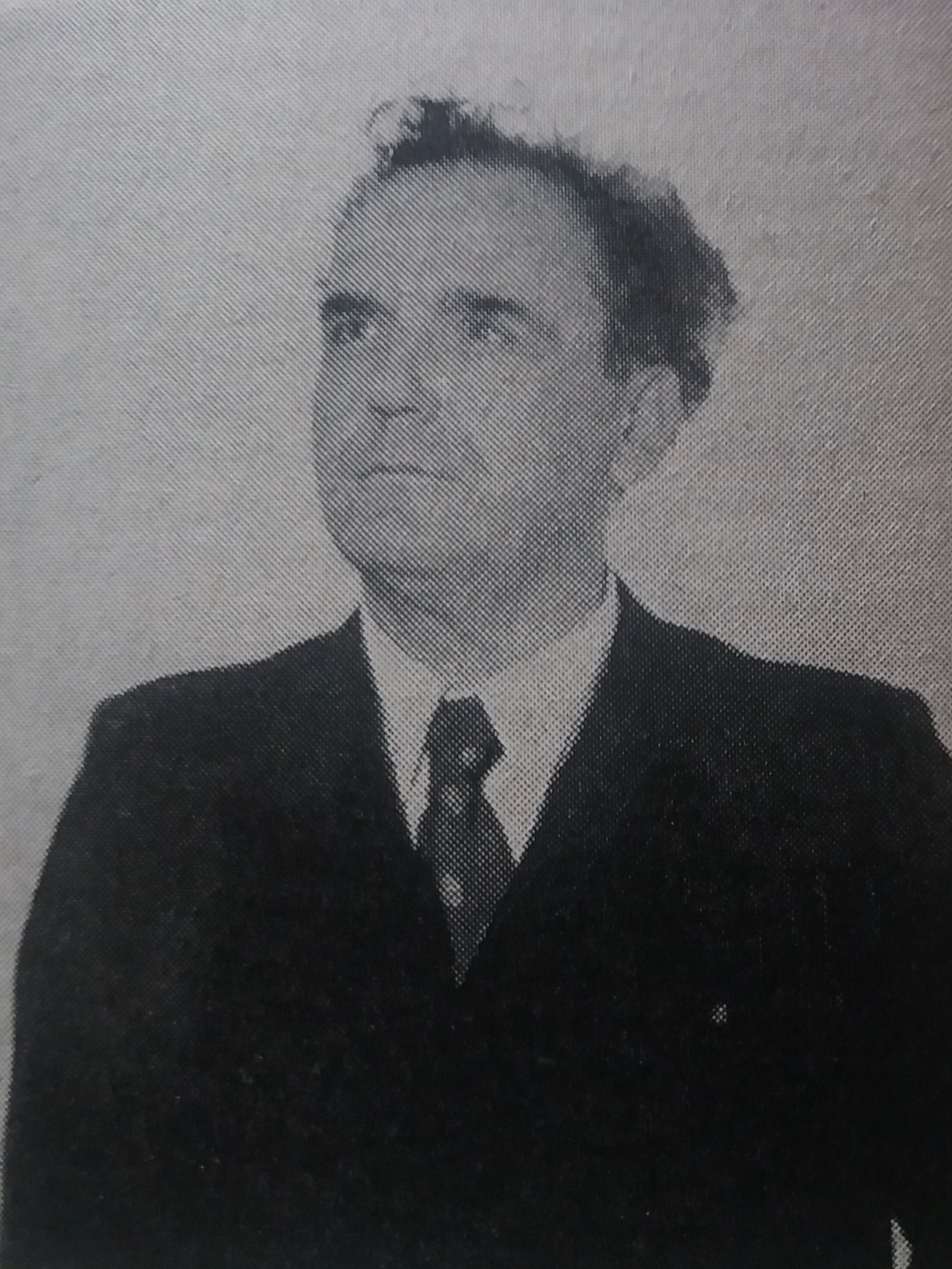
Karl Iwanowitsch Albrecht (1897–1969)

- Albrecht, Karl jr. (* 1947), deutscher Unternehmer
- Albrecht, Karoline (1802–1875), deutsche Theaterschauspielerin und Sängerin (Sopran)
- Albrecht, Kaspar (1889–1970), österreichischer Architekt und Bildhauer
- Albrecht, Kilian (* 1973), österreichischer und bulgarischer alpiner Skirennläufer
- Albrecht, Kim, deutscher Medienkünstler, Informationsdesigner und Wissenschaftler
- Albrecht, Konstantin Karlowitsch (1836–1893), russischer Komponist
- Albrecht, Kurt, US-amerikanischer Filmproduzent
- Albrecht, Kurt (1885–1962), deutscher Jurist, Richter und Präsident des fünften Senats am Volksgerichtshof in Berlin
- Albrecht, Kurt (1894–1945), deutscher Psychiater, Neurologe und Hochschullehrer
- Albrecht, Kurt (1895–1971), deutscher Komponist
- Albrecht, Kurt (1920–2005), österreichischer Reiter und Leiter der Spanischen Hofreitschule in Wien
- Albrecht, Kurt (1927–1945), deutscher Soldat, NS-Opfer

###### Albrecht, L
- Albrecht, Lauritz, deutscher Buchhändler, Drucker und Verleger
- Albrecht, Lisa (1896–1958), deutsche Politikerin (SPD), MdB
- Albrecht, Lucas (* 1991), deutscher Fußballspieler
- Albrecht, Ludolf (1884–1955), deutscher Bildhauer, Goldschmied
- Albrecht, Ludwig (1861–1931), deutscher evangelisch-lutherischer und katholisch-apostolischer Theologe

###### Albrecht, M
- Albrecht, Maik (* 1981), deutscher Kampfsportler
- Albrecht, Marc (* 1964), deutscher Dirigent
- Albrecht, Marco (* 1965), deutscher Theaterschauspieler
- Albrecht, Margot (* 1949), deutsche Politikerin (CDU), MdL
- Albrecht, Maria (1850–1923), deutsche Schriftstellerin
- Albrecht, Marie (* 1866), tschechoslowakisch-österreichische Lehrerin, Zeichnerin und Malerin
- Albrecht, Marlene (* 1988), Schweizer Curlerin
- Albrecht, Marlis (* 1956), deutsche Malerin
- Albrecht, Martin (1893–1952), deutscher Politiker (NSDAP), MdR, Oberbürgermeister von Frankfurt (Oder)
- Albrecht, Matthias (* 1973), deutscher Politiker (SPD), MdHB
- Albrecht, Matthias (* 1988), deutscher Biathlet
- Albrecht, Max (1851–1925), Hamburger Industrieller und Politiker, MdHB
- Albrecht, Maximilian (1887–1974), deutscher Dirigent, Komponist und Musikpädagoge
- Albrecht, Michael (1940–2021), deutscher Philosoph
- Albrecht, Michael (* 1947), deutscher Politiker (CDU), MdV, MdB
- Albrecht, Michael (* 1954), deutscher Kameramann und Fernseh-Intendant
- Albrecht, Michael von (* 1933), deutscher Klassischer Philologe
- Albrecht, Michèle (* 1972), Schweizer Politikerin der Partei Die Mitte

###### Albrecht, N
- Albrecht, Nicola (* 1975), deutsche Journalistin, Reporterin, Dokumentarfilmerin und Auslandskorrespondentin
- Albrecht, Nicolai (* 1970), deutscher Filmregisseur, Drehbuchautor, psychotherapeutischer Heilpraktiker und systemischer Berater (DGSF)
- Albrecht, Nikolaus (* 1968), deutscher Journalist
- Albrecht, Nils (* 1966), deutscher Politiker (CDU)

###### Albrecht, O
- Albrecht, Otto (1855–1939), deutscher evangelischer Pfarrer und Theologe
- Albrecht, Otto (1881–1943), deutscher Landschafts- und Porträtmaler

###### Albrecht, P
- Albrecht, Paul (1845–1923), deutscher Gymnasiallehrer, Leiter der Schulbehörde in Elsaß-Lothringen
- Albrecht, Paul (1851–1894), deutscher Mediziner und Philologe
- Albrecht, Paul (1856–1940), preußischer Generalmajor
- Albrecht, Paul (* 1863), deutscher Schriftsteller
- Albrecht, Paul (1902–1985), deutscher Politiker (KPD), MdR, MdL
- Albrecht, Paul (* 1993), deutscher Basketballspieler
- Albrecht, Paul (* 1996), deutscher Musiker (Schlagzeug)
- Albrecht, Peggy (* 1974), deutsche Künstlerin
- Albrecht, Peter (* 1937), deutscher Wirtschafts- und Sozialhistoriker
- Albrecht, Peter (* 1956), deutscher Mathematiker und Ökonom
- Albrecht, Peter-Alexis (* 1946), deutscher Jurist und KriminologePeter-Alexis Albrecht (* 1946)

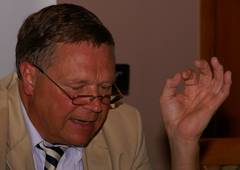
Peter-Alexis Albrecht (* 1946)

- Albrecht, Petra (* 1955), deutsche Juristin und Agrarökonomin, MdV
- Albrecht, Philip (* 1979), deutscher Fußballspieler

###### Albrecht, R
- Albrecht, Rafael (1941–2021), argentinischer Fußballspieler
- Albrecht, Rainer (* 1958), deutscher Politiker (SPD), MdL
- Albrecht, Ralf (* 1964), deutscher evangelischer Pfarrer und RegionalbischofRalf Albrecht (* 1964)

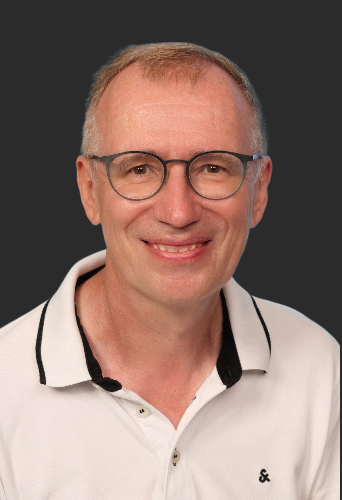
Ralf Albrecht (* 1964)

- Albrecht, Ralph G. (1896–1985), amerikanischer Jurist
- Albrecht, Regine (1948–2013), deutsche Schauspielerin, Synchronsprecherin und Theaterleiterin
- Albrecht, Richard (1844–1908), deutscher Verwaltungsbeamter
- Albrecht, Richard (1871–1945), deutscher Ingenieur
- Albrecht, Richard (1936–2021), deutscher Fußballspieler und -trainer
- Albrecht, Richard (* 1945), deutscher Sozialwissenschaftler und Autor
- Albrecht, Rolf (* 1940), deutscher Kostümbildner und Szenenbildner
- Albrecht, Rosemarie (1915–2008), deutsche Hals-Nasen-Ohren-Ärztin
- Albrecht, Rudolf (1891–1953), deutscher Politiker (SPD), MdL
- Albrecht, Rudolf (1902–1971), deutscher Politiker und Funktionär (VdgB, DBD, SED), MdV
- Albrecht, Rudolf (1942–2015), evangelischer Pfarrer, Vertreter der kirchlichen Friedensbewegung in der DDR
- Albrecht, Rudolf (* 1946), österreichischer Astrophysiker
- Albrecht, Ruth (* 1954), deutsche evangelische Krankenhausseelsorgerin und Kirchenhistorikerin

###### Albrecht, S
- Albrecht, Sebastian (* 1990), deutscher Eishockeytorwart
- Albrecht, Sev (* 2005), Schweizer Handballspielerin
- Albrecht, Siegfried (1819–1885), deutscher Politiker, MdHB und Jurist
- Albrecht, Siegfried (1915–2002), deutscher Künstler
- Albrecht, Siegfried Wilhelm (1826–1896), deutscher Politiker (NLP), MdR
- Albrecht, Silvia (* 1971), Schweizer Badmintonspielerin
- Albrecht, Sophie († 1840), deutsche Schriftstellerin und SchauspielerinSophie Albrecht († 1840)

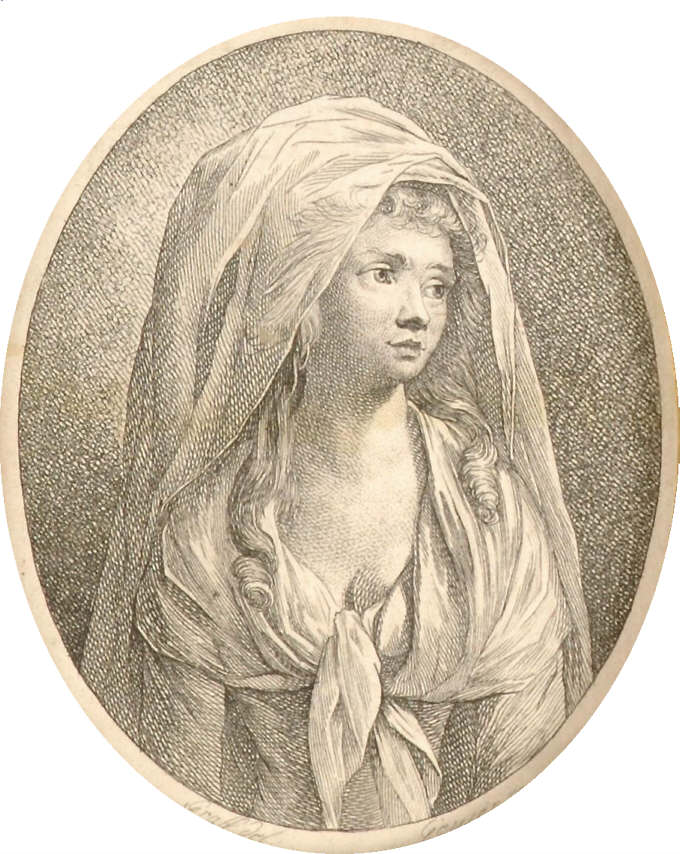
Sophie Albrecht († 1840)

- Albrecht, Stephan (* 1963), deutscher Kunsthistoriker und Professor für Kunstgeschichte
- Albrecht, Susanne (* 1951), deutsches Mitglied der Rote Armee Fraktion (RAF)
- Albrecht, Susanne (* 1960), deutsche Künstlerin

###### Albrecht, T
- Albrecht, Theo (1922–2010), deutscher Unternehmer
- Albrecht, Theo junior (* 1950), deutscher Unternehmer und Sohn des Aldi-Nord Gründers Theo Albrecht
- Albrecht, Theodore (* 1945), US-amerikanischer Musikwissenschaftler
- Albrecht, Thorben (* 1970), deutscher Staatssekretär
- Albrecht, Tim (* 1992), deutscher Faustballer
- Albrecht, Tom (* 1980), deutscher Sänger und Musiker

###### Albrecht, U
- Albrecht, Udo (* 1940), deutscher Rechtsextremist und Agent der DDR-Staatssicherheit
- Albrecht, Ulrich (1941–2016), deutscher Friedensforscher und Hochschullehrer
- Albrecht, Urs (* 2006), deutscher Basketballspieler
- Albrecht, Ute, deutsche Filmeditorin und Fernsehregisseurin
- Albrecht, Uwe (* 1954), deutscher Kunsthistoriker
- Albrecht, Uwe (* 1957), deutscher Politiker (CDU), MdL
- Albrecht, Uwe (* 1966), deutscher Arzt und AutorUwe Albrecht (* 1966)

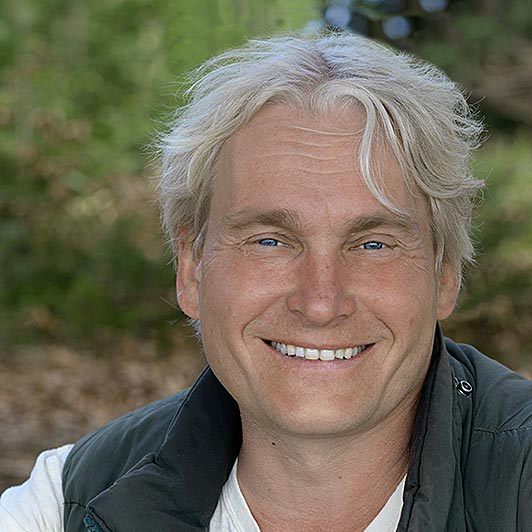
Uwe Albrecht (* 1966)

###### Albrecht, V
- Albrecht, Vera (* 1927), deutsche Übersetzerin
- Albrecht, Veronika, deutsche Protagonistin des Täufertums
- Albrecht, Viktor (1859–1930), preußischer General der Infanterie
- Albrecht, Volker (* 1941), deutscher Geograph, Professor für Geographie
- Albrecht, Vredeber (* 1973), deutscher Musiker, Komponist und Musikproduzent

###### Albrecht, W
- Albrecht, Walther (1881–1960), deutscher Chirurg und Halsnasenohrenarzt
- Albrecht, Werner (* 1901), deutscher Ministerialbeamter und Ingenieur
- Albrecht, Werner (1921–1993), deutscher SED-Funktionär, Leiter der Allgemeinen Abteilung des ZK
- Albrecht, Werner (* 1953), deutscher Fußballspieler
- Albrecht, Wilhelm (1785–1868), deutscher Agrarwissenschaftler und Mäzen
- Albrecht, Wilhelm (1821–1896), deutscher Gutsbesitzer und Politiker, MdR
- Albrecht, Wilhelm (1875–1946), deutscher Verwaltungsjurist und Landrat
- Albrecht, Wilhelm (1880–1940), deutscher Jurist
- Albrecht, Wilhelm (1902–1962), deutscher Ingenieur und Unternehmer
- Albrecht, Wilhelm (1905–1993), deutscher Sanitätsoffizier
- Albrecht, Wilhelm Eduard (1800–1876), deutscher Staatsrechtler
- Albrecht, Wilhelm Friedrich Ludwig (1840–1895), deutscher Gastwirt und Politiker, MdHB
- Albrecht, Willi (1896–1969), deutscher Politiker, MdV und FDGB-Funktionär
- Albrecht, Wilma Ruth (* 1947), deutsche Sozial- und Sprachwissenschaftlerin

###### Albrecht, Y
- Albrecht, Yannick-Lennart (* 1994), Schweizer Eishockeyspieler

###### Albrecht-B
- Albrecht-Birkner, Veronika (* 1963), deutsche evangelische Theologin und Hochschullehrerin

###### Albrecht-F
- Albrecht-Fastenrath, Liesel (1911–1996), deutsche Autorin

###### Albrecht-H
- Albrecht-Heckendorf, Sylvia (* 1962), deutsche Eisschnellläuferin
- Albrecht-Heide, Astrid (* 1938), deutsche Sozialisationsforscherin, Friedensforscherin und freie Autorin

###### Albrecht-L
- Albrecht-Loretan, Brigitte (* 1970), schweizerische Skilangläuferin

###### Albrecht-S
- Albrecht-Schoeck, Florian (* 1980), deutscher Fotograf
- Albrecht-Schröder, Heike (* 1991), deutsche Gehörlosensportlerin im Tennis

###### Albrechts
- Albrechtsberger, Anton Johann (* 1729), österreichischer Komponist, Cellist und Musikpädagoge
- Albrechtsberger, Johann Georg (1736–1809), österreichischer Musiktheoretiker und KomponistJohann Georg Albrechtsberger (1736–1809)

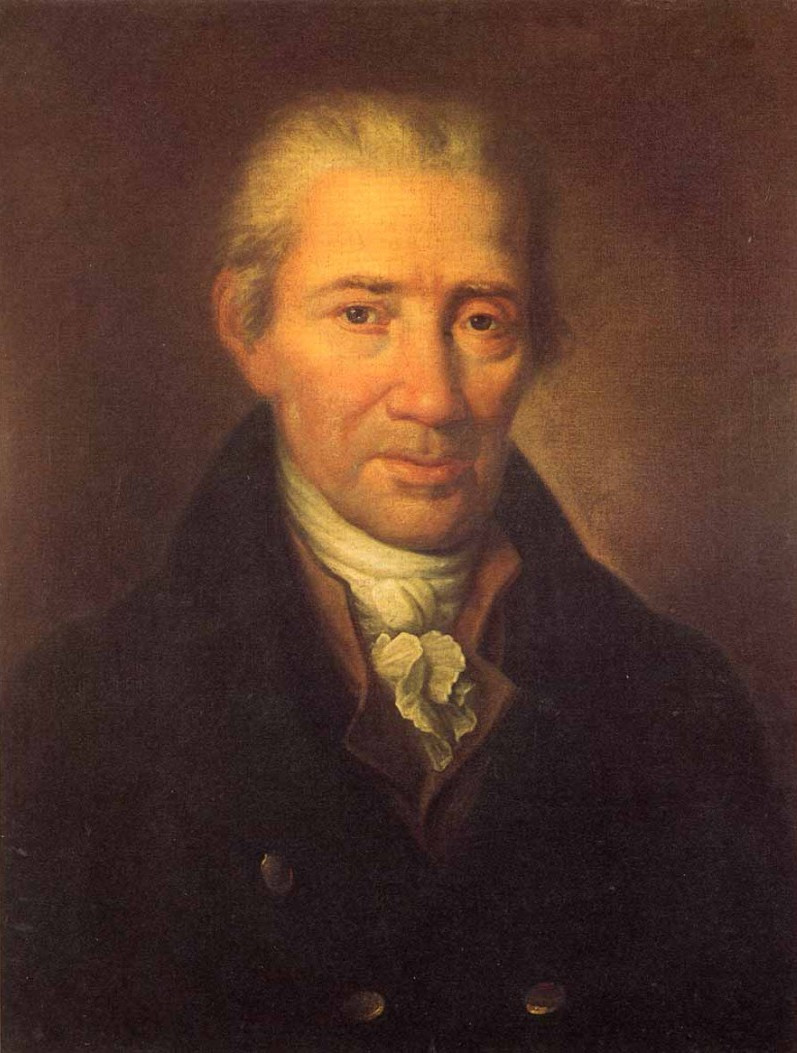
Johann Georg Albrechtsberger (1736–1809)

- Albrechtsen, Holger (1906–1992), norwegischer Hürdenläufer
- Albrechtsen, Martin (* 1980), dänischer Fußballspieler
- Albrechtsen, Peter (1891–1929), grönländischer Landesrat
- Albrechtson, John (1936–1985), schwedischer Segler

#### Albreg
- Albregt, Christina (1822–1867), niederländische Schauspielerin
- Albregts, Guus (1900–1980), niederländischer Ökonom und Politiker (KVP)

#### Albreh
- Albreht, Fran (1889–1963), slowenischer Dichter
- Albreht, Vera (1895–1971), slowenische Dichterin

#### Albres
- Albrespic, Jacques (1922–1987), französischer Komponist und Organist

#### Albret
- Albret, Alain d’ (1440–1522), Herr von Albret, Vizegraf von Tartas, Graf von Graves und von Castres
- Albret, Amanieu d’ († 1520), französischer Kardinal
- Albret, Arnaud-Amanieu d’ (1338–1401), Offizier des ersten Teils des Hundertjährigen Kriegs
- Albret, César d’ († 1676), französischer Adliger, Gouverneur von Guyenne
- Albret, Charles I. d’ († 1415), Graf von Dreux; Vizegraf von Tartas; Connétable von Frankreich
- Albret, Charles II. d’ († 1471), Graf von Dreux, Vicomte de Tartas und Seigneur d’Orval
- Albret, Charlotte d’ (1480–1514), französische AdligeCharlotte d’Albret (1480–1514)

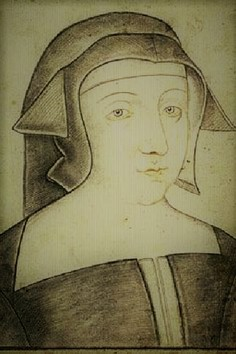
Charlotte d’Albret (1480–1514)

- Albret, Louis d’ (1422–1465), französischer römisch-katholischer Bischof und Kardinal
- Albret, Marie d’ (1491–1549), Gräfin von Rethel, 1506 Gräfin von Nevers

### Albri
- Albricci, Alberico (1864–1936), italienischer General und Politiker
- Albrich, Edwin (1910–1976), österreichischer Internist
- Albrich, Fritz (1899–1957), deutscher Journalist und Autor
- Albrich, Johann (1687–1749), Siebenbürger Arzt und Mitglied der „Leopoldina“
- Albrich, Josef Anton (1838–1893), Vorarlberger Baumeister und Architekt
- Albrich, Thomas (* 1956), österreichischer Historiker
- Albrici, Enrico (1714–1773), italienischer Maler
- Albrici, Pier Augusto (1936–2022), Schweizer Offizier und Militärhistoriker
- Albrici, Prospero (1822–1883), Schweizer Jurist, Weinhändler und Politiker
- Albrici, Vincenzo (* 1631), italienischer Komponist, Organist und Kapellmeister
- Albrier, Frances Mary (1898–1987), US-amerikanische Bürger- und Frauenrechtlerin
- Albright, Charles (1830–1880), US-amerikanischer Politiker
- Albright, Charles (1933–2020), US-amerikanischer Mörder
- Albright, Charles J. (1816–1883), US-amerikanischer Politiker
- Albright, Chris (* 1979), US-amerikanischer Fußballspieler
- Albright, Fuller (1900–1969), US-amerikanischer Endokrinologe
- Albright, Gerald (* 1957), US-amerikanischer Jazzsaxophonist
- Albright, Hardie (1903–1975), US-amerikanischer Schauspieler
- Albright, Ivan (1897–1983), US-amerikanischer Maler
- Albright, Lola (1924–2017), US-amerikanische Schauspielerin und Sängerin
- Albright, Madeleine (1937–2022), US-amerikanische PolitikerinMadeleine Albright (1937–2022)

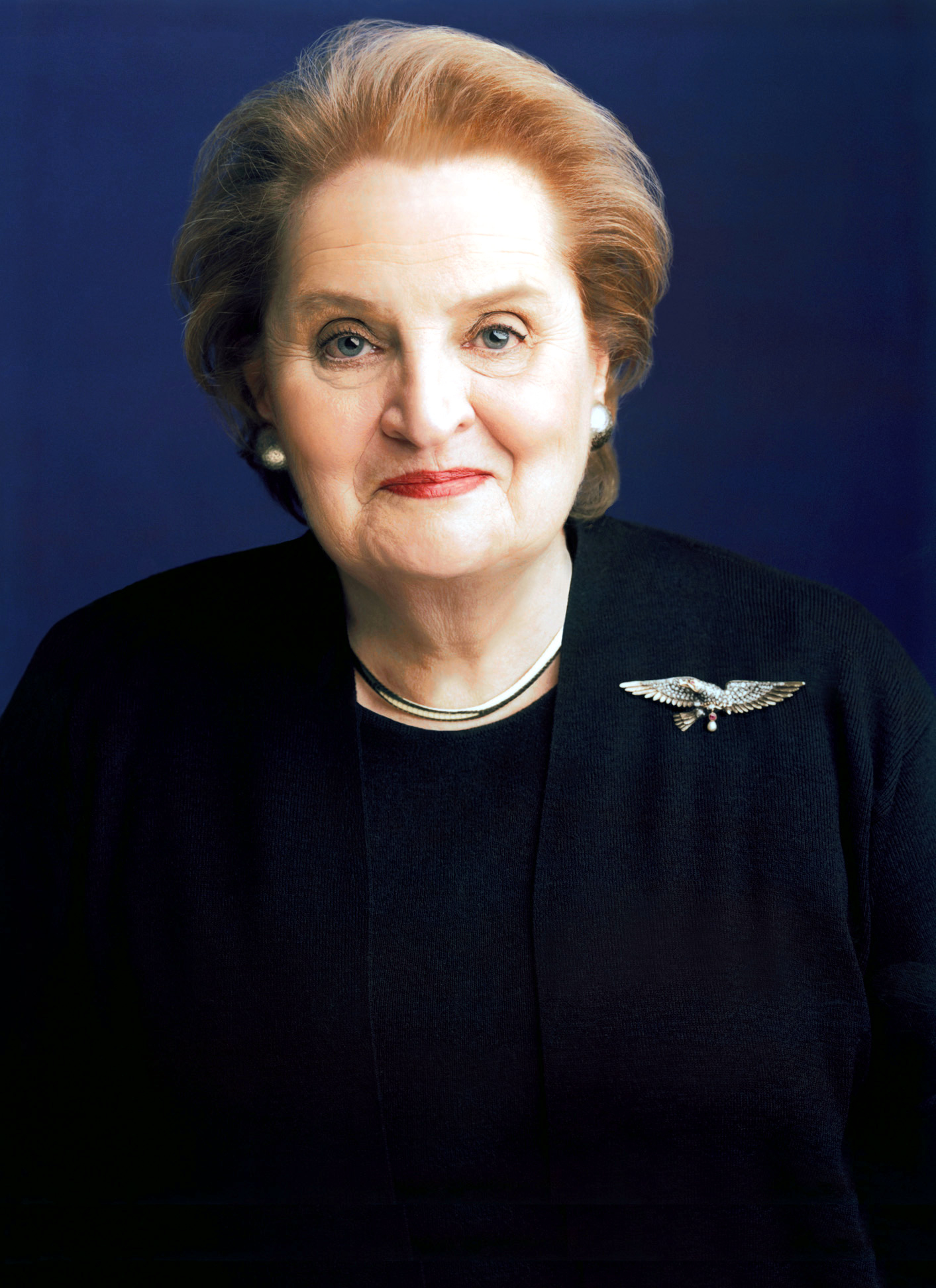
Madeleine Albright (1937–2022)

- Albright, Tenley (* 1935), US-amerikanische Eiskunstläuferin
- Albright, William (1944–1998), US-amerikanischer Komponist, Pianist und Organist
- Albright, William Foxwell (1891–1971), US-amerikanischer Biblischer Archäologe
- Albrighton, Marc (* 1989), englischer Fußballspieler
- Albring, Werner (1914–2007), deutscher Ingenieur
- Albrite, Anikka (* 1988), US-amerikanische Pornodarstellerin
- Albritton, Dave (1913–1994), US-amerikanischer Hochspringer
- Albritton, Terry (1955–2005), US-amerikanischer Kugelstoßer
- Albrizzi, Tucker (* 2000), US-amerikanischer Schauspieler, Kinderdarsteller und Synchronsprecher
- Albrizzi-Teotochi, Isabella (1760–1836), venezianische Salonnière und Schriftstellerin

### Albro
- Albrow, Martin (* 1937), britischer Soziologe

### Albru
- Albruna, germanische Seherin

### Albry
- Albry, Madjid (* 1990), nigrisch-deutscher Fußballspieler